# Garrulax bicolor
El charlatán de Sumatra (Garrulax bicolor) es una especie de ave paseriforme de la familia Leiothrichidae.

## Distribución geográfica
Es endémica de las selvas montanas de Sumatra.

## Estado de conservación
Se encuentra amenazada por la pérdida de su hábitat natural y por el comercio ilegal.